# Захват заложников в СИЗО Ростова-на-Дону
Захват заложников в СИЗО-1 в Ростове-на-Дону исламскими террористами, действующими от лица «Исламского государства», произошёл утром 16 июня 2024 года. Для освобождения заложников спецназ провёл штурм СИЗО, в ходе которого 5 террористов были убиты, а один впал в кому от выстрела в голову.

## Ход действий
По данным Telegram-канала «SHOT», шестеро заключённых совершили побег из своих камер в три часа ночи. Они выбили оконные решётки, спустились по канату с 3-го и 4-го этажей, один из них упал и сломал руку. После выхода из камер они отсиделись на территории СИЗО, а затем сгруппировались и, вооружённые заточками, ножами и резиновыми дубинками, захватили в заложники младшего инспектора Виктора Кончакова и начальника оперативного управления ФСИН по Ростовской области Александра Богма. Предполагалось, что они смогли отобрать оружие у силовика, но позже эта информация была опровергнута.
Первые сообщения о захвате заложников были опубликованы в Telegram-канале «Baza». Позже эта информация подтвердилась. Весь личный состав МВД, Росгвардии и ОМОНа был поднят по тревоге. С заключёнными были начаты переговоры. Заключённые потребовали предоставить им автомобиль, свободный выезд из СИЗО и возможность покинуть Россию, взамен пообещали отпустить заложников. Они записали несколько видео, на которых утверждали, что состоят в запрещённой в РФ группировке «Исламское государство». В 10 часов утра в СМИ появилась информация, что заключённые пытаются проникнуть к хранилищу, где находится боевое оружие сотрудников. Вскоре было заявлено о том, что входы и выходы на участок, захваченный террористами, блокированы. В 11 часов утра отдел специального назначения регионального ФСИН «Мангуст» начал штурм СИЗО. Заложники были освобождены, а преступники убиты. По информации Telegram-канала «SHOT» штурм продлился всего 3 минуты.

## Расследование и последствия
Было возбуждено уголовное дело по статье 206 УК РФ «Захват заложника». По информации «SHOT», ФСИН проведёт проверку после захвата.
25 июня издание Mash сообщило, что теперь все арестанты СИЗО № 1 Ростова-на-Дону, независимо от вероисповедания, побриты и находятся в камерах без бороды и волос на голове, а охрана проводит более жёсткий досмотр. 26 июня в СИЗО № 5 Екатеринбурга побрили обвиняемых и осуждённых, проведя с ними воспитательную беседу. По сообщениям ГУ ФСИН по Свердловской области, событие не было связано с захватом в Ростове-на-Дону, а обвиняемые и осуждённые подстриглись добровольно в соответствии с внутренним регламентом.
Глава комитета Госдумы РФ по информационной политике Александр Хинштейн заявил, что за этот инцидент «многим придётся ответить погонами». В связи с захватом, 5 июля руководство Главного управления ФСИН по Ростовской области — начальник управления генерал-лейтенант Дмитрий Безруких, его первый заместитель полковник Василий Гордеев и ранее захваченный террористами начальник оперативного управления подполковник Александр Богма написали рапорта об увольнении по собственному желанию. 12 июля по результатам проверки комиссии ФСИН, ещё 4 сотрудника, кроме ранее подавших в отставку руководителей, ГУ ФСИН — уволены, а 16 сотрудников ГУ ФСИН и СИЗО привлечены к дисциплинарной ответственности. Материалы по выявленным нарушениям направлены в Следственный комитет и Генеральную прокуратуру РФ для дачи правовой оценки, а для стабилизации работы и оказания помощи в ростовское управление направлена группа наиболее опытных сотрудников ФСИН.